# Добра (Димбовіца)
Добра (рум. Dobra) — село у повіті Димбовіца в Румунії. Входить до складу комуни Добра.
Село розташоване на відстані 49 км на північний захід від Бухареста, 25 км на південний схід від Тирговіште, 97 км на південь від Брашова.

## Населення
За даними перепису населення 2002 року у селі проживали 1903 особи, з них 1902 особи (99,9%) румунів. Усі жителі села рідною мовою назвали румунську.